# الدوري الجنوبي لكرة القدم 1902–03
الدوري الجنوبي لكرة القدم 1902–03 (بالإنجليزية: 1902–03 Southern Football League)‏ هو موسم من الدوري الجنوبي الممتاز. فاز فيه نادي ساوثهامبتون.